# Schlacht bei Les Ponts-de-Cé (1620)
Die Schlacht bei Les Ponts-de-Cé, auch Drôlerie des Ponts-de-Cé genannt, war eine Auseinandersetzung vom 7. August 1620 bei Les Ponts-de-Cé südlich von Angers zwischen Anhängern des Königs Ludwig XIII. und dessen Mutter Maria de’ Medici, die von ihrem Sohn drei Jahre zuvor aus der Regentschaft gedrängt worden war, was sie rückgängig machen wollte.

## Ursachen
- 1610: im Alter von neun Jahren wird Ludwigs XIII. in Reims gekrönt. Er ist König unter der Regentschaft seiner Mutter, die unter dem Einfluss ihres italienischen Beraters Concino Concini steht.
- 1611: Maximilien de Béthune, duc de Sully, tritt am 26. Januar zurück.
- 1613: Concini wird am 19. November zum Marschall von Frankreich ernannt.
- 1614: Aufstand des Hochadels (Condé, Vendôme, Guise, Retz) gegen Concini. 15. Mai: Vertrag von Sainte-Menehould; die Regentin verspricht den Adligen die Einberufung der Generalstände und überschüttet sie mit Gold.
- 1615: Am 28. November heiratete Ludwigs XIII. Anna von Österreich, Tochter des spanischen Königs Philipp III.
- 1616: Erneuter Aufstand des Adels. Vertrag von Loudun (3. Mai) zwischen der Regentin und Condé. Concini nimmt Condé gefangen (1. September). Richelieu wird Kriegs- und Außenminister (Secrétaire d'État pour la guerre et les affaires étrangères, 25. November 1616).
- 1617: Staatsstreich Ludwigs XIII. am 24. April; Concini wird ermordet, Maria nach Blois verbannt. Der König hat seinen eigenen Favoriten: Charles d’Albert, aus niederem Adel stammend, der sehr schnell Titel und Vermögen akkumuliert. Sein Aufstieg erzeugt Unzufriedenheit, zumal der Favorit des Königs Fehler begeht.
- 1619: Die Königinmutter entkommt aus Blois und hebt eine Armee gegen ihren Sohn aus, der im Vertrag von Angoulême (30. April 1619) eine Versöhnung versucht und ihr die Städte Angers und Chinon überlässt, ihr die Rückkehr in den Staatsrat aber untersagt. Im Oktober befreit der König Condé, was eine Provokation gegen Marie de‘ Medici darstellt. Es beginnt eine neue Revolte.

## Prolog
Maria de‘ Médici konnte sich immer noch auf die Großen des Königreichs verlassen: Vendôme stellte sich auf die Seite der Königinmutter und kommandierte mit seinem Bruder Alexandre de Vendôme, dem Grand Prior de Vendôme, die Truppen der Großen (Epernon, Retz, Nemours, Montmorency, Soissons, Longueville, Boisdauphin, La Trémoille).
Durch sie kontrollierte Maria Rouen und Le Havre (Longueville), Dreux, La Ferté-Bernard, Le Perche und einen Teil von Maine (Soissons), Château-Gontier und Sablé (Boisdauphin), einen Teil der Loire (Vendôme), Bretagne (La Trémoille), des Poitou (Retz) und der Saintonge (Épernon). Die strategische Passage der Loire zwischen Anjou und Poitou befindet sich in Les Ponts-de-Cé.
In der Normandie trat Longueville am 2. Juli offiziell in Dissidenz; das Languedoc ging auch den Weg des Ungehorsams. Am 7. reiste die königliche Armee nach Rouen ab. Sie wurde vom Souverän geführt und umfasste unter anderem Gaston de France, seinen Bruder, den vor Kurzem befreiten Condé und drei erfahrene Offiziere: die Marschälle Praslin und Créquy sowie der zukünftige Marschall Schomberg. Rouen wurde am 10. Juli eingenommen, Longueville, der keine so schnelle Reaktion erwartet hatte, musste in Begleitung des Priors von Vendôme Zuflucht in Caen suchen. Die Stadt und ihre Burg unterwarfen sich, als der König am 17. Juli eintraf.

## Die königliche Armee
Die königliche Armee bestand aus 8.000 Infanteristen und 600 Reitern unter dem Oberkommando Condés, dem Praslin und die Maréchaux de camp Tresnel, Créquy, Nérestang und Bassompierre sekundierten. Unter ihrem Kommando standen:
- das Régiment des Gardes françaises
- das Régiment de Piémont
- das Régiment de Picardie
- das Régiment de Champagne
- das Régiment de Navarre
- das Régiment de Rambures
- Kompanien leichter Kavallerie
- Karabiner-Kompanien

## Die Schlacht bei Les Ponts-de-Cé
Ludwig XIII. schickte Bellegarde, Président Jeannin und Jean Davy du Perron, den Erzbischof von Sens, aus, um im Schloss Angers mit Maria de’ Medici und ihren Unterstützern zu verhandeln. Aber nur Richelieu war für deren Vorschläge empfänglich, woraufhin die königliche Armee weiter vorrückte: Am 2. August war sie in Le Mans und bog nun auf Angers ab. Der König verließ La Flèche am 6. August, um in Durtal zu dinieren und im Schloss Le Verger zu übernachten. Am 7. August versammelten sich die königlichen Truppen in der Trélazé-Ebene bei den Schieferbrüchen. Bassompierre, der einige der Wachen Soissons‘ gesehen hatte, schickte hundert Männer aus dem piemontesischen Regiment dorthin. Die gegnerischen Carabins zogen sich zurück und versteckten sich zur Observierung.
Zu dieser Zeit stand die Armée de la Reine-Mère im Flussdelta, das durch die Maine in die Loire gebildet wird, südwestlich von Angers. Viel zahlreicher als die königliche Armee (rund 8600 Männer), verfügte sie auch über mehrere Kommandeure. Jean-Louis de Marillac, der offiziell das Kommando hat, muss sich vor Ort um diese Aufgabe mit Vendôme, Nemours, Soissons und Boisdauphin streiten. Die Kontingente trafen nicht mehr im Anjou ein und die aktuellen Truppen begannen sich zu zerstreuen. Der Herzog von Retz kommandierte die Infanterie, Honorat de Beauvilliers, die Kavallerie.
Gegenüber befanden sich die königlichen Truppen mit dem Garderegiment, dem Régiment de Picardie, dem Régiment der Champagne und 2 Kanonen. Direkt vom König erhielten sie den Befehl, den Weiler Sorges-sur-l‘Authion zu besetzen, um ein paar Scharmützel zu führen und das Terrain und die Verschanzungen des Feindes auszukundschaften. Dann wurde ihnen befohlen, die feindliche Infanterie anzugreifen, die sich, immer noch von Retz angeführt, bei der dritten Welle zurückzog.

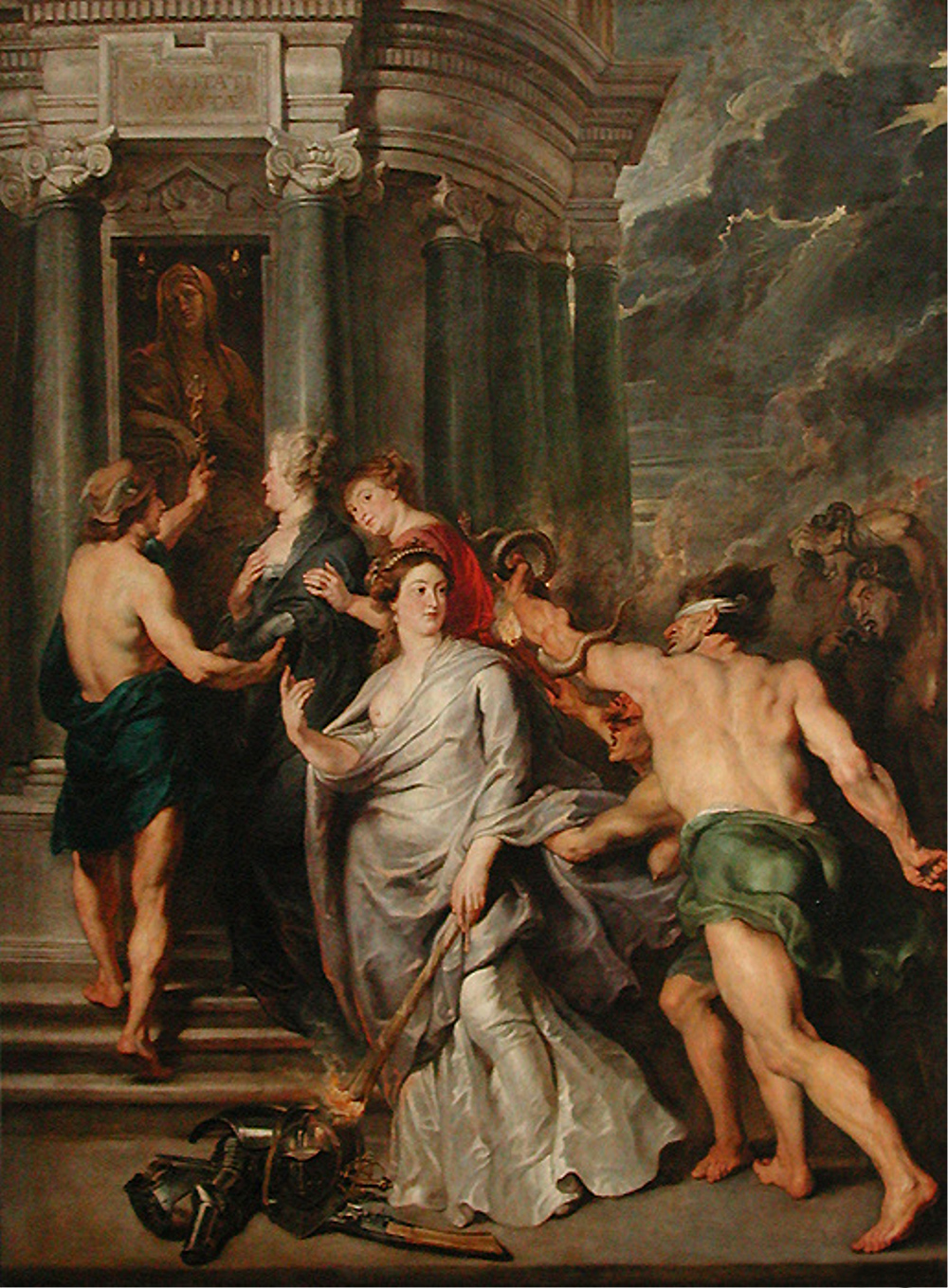
La conclusion de la paix à Angers aus dem Cycle de Marie de Médicis, Peter Paul Rubens, Louvre.

Der Rückzug des Herzogs von Retz und seiner 1500 Männer, der die Truppen der Großen um mehr als ein Drittel reduzierte, veranlasste den Herzog von Vendôme, den Kampf aufzugeben und Zuflucht in Angers zu suchen, wo sich der Hof von Marie de‘ Medici befand, und ließ ihre Armee in völliger Verwirrung zurück. Für Créquy war es nun ein Leichtes, diese Armee ohne Anführer zu vertreiben und diese Schlacht zu einer „Drôlerie“ zu machen. Die Niederlage war für Marie de Medici total.
Am 10. August wurde der Frieden von Angers zwischen Ludwig XIII. und Maria de’ Medici unterzeichnet. Aus Angst, seine Mutter könnte ihre Pläne weiter verfolgen, akzeptiert der König ihre Rückkehr an den französischen Hof und wurde dann durch Richelieu mit ihr versöhnt.